# Haig Yazdjian
Yazdjian Haig, né en 1959 à Alep en Syrie, est un joueur d'oud, compositeur-interprète, et producteur arménien. Il est l'une des grandes figures de la musique du monde. 

## Biographie
Haig Yazdjian est fils de parents arméniens originaire de Syrie. Il a émigré depuis 1988 en Grèce où il a commencé à s'intéresser à la musique orientale. 
Son premier album Beast on the Moon est sorti en 1996. Le deuxième Talar l'a rendu populaire.
Yazdjian joue sur l’album An Ancient Muse de Loreena McKennitt paru en 2006.

## Discographie
- 1995 : Nihavend Ionga. Label : FM Records.
- 1996 : Talar. Libra Music
- 1998 : Garin.  Libra Music
- 2001 : Beast on the Moon. Label : Haig.
- 2001 : Yeraz The Master Oud Player. Label :WMI.
- 2007 : Amalur. Label : Libra Music.
- 2009 : Rhythm In Topkapı Palace Orient Percussion - Arras. Label : Jet Plak Kaset.
- 2010 : Imerologio. Warner
- 2011 : Stou Tragoudiou Tin Ohthi No 6. Warner